# Under Italy
Under Italy è una serie di documentari televisivi di approfondimento storico-archeologico, realizzati dall'azienda italiana Fish-Eye Digital Video Creation, già autrice per Rai 5 di Fumettology - I miti del fumetto italiano (2012-2014). La conduzione della serie è affidata a Darius Arya, direttore dell'American Institute for Roman Culture. Caratterizzata da uno stile avventuroso, Under Italy porta i telespettatori ad esplorare sotterranei d'interesse storico in giro per l'Italia, dall'antica Roma ai contemporanei laboratori nazionali del Gran Sasso.

## Prima stagione (2016)
| Episodio | Titolo           | Data             |
| -------- | ---------------- | ---------------- |
| 1        | Roma             | 23 ottobre 2016  |
| 2        | Todi e Tarquinia | 30 ottobre 2016  |
| 3        | Napoli           | 6 novembre 2016  |
| 4        | Amelia e Narni   | 13 novembre 2016 |
| 5        | Torino           | 20 novembre 2016 |
| 6        | Bergamo          | 4 dicembre 2016  |
| 7        | Matera           | 11 dicembre 2016 |
| 8        | Lago Fucino      | 25 dicembre 2016 |

## Seconda stagione (2019)
| Episodio | Titolo                   | Data            |
| -------- | ------------------------ | --------------- |
| 1        | I sotterranei di Trieste | 4 gennaio 2019  |
| 2        | I sotterranei di Orvieto | 11 gennaio 2019 |
| 3        | I sotterranei di Bologna | 18 gennaio 2019 |
| 4        | I sotterranei di Palermo | 25 gennaio 2019 |
| 5        | I sotterranei di Osimo   | 1 febbraio 2019 |
| 6        | I sotterranei di Catania | 8 febbraio 2019 |